# Studia humanitatis
Studia humanitatis (‚humanistische Studien‘, genannt auch kurz Humaniora; wörtlich „Studien der Humanität“) oder Studia humaniora ist seit der Renaissance die lateinische Bezeichnung für die Gesamtheit des humanistischen Bildungsprogramms. Dieses beruhte auf der Rückbesinnung auf die griechische und römische Antike, wofür das Erlernen und Pflegen der griechischen und vor allem der lateinischen Sprache Voraussetzung war. Nicht alle Renaissance-Humanisten verfügten über gute Griechischkenntnisse, aber ausgezeichnete Beherrschung des Lateinischen wurde auf jeden Fall erwartet. Hiervon leiten sich auch die Humanities als Lehr- und Forschungsdisziplinen ab. 

## Begriff und Geschichte
Den Begriff humanitas übernahmen die Renaissance-Humanisten von ihrem wichtigsten antiken Vorbild, dem Redner Cicero. Cicero hatte betont, dass sich der Mensch vom Tier durch die Sprache unterscheidet, und damit eine Begründung dafür geboten, dass die Pflege der Sprachkunst als des spezifisch Menschlichen in den Mittelpunkt der Erziehung zu stellen sei. Sein Ideal des kultivierten Menschen war der universal gebildete „vollkommene Redner“ (orator perfectus). Dieser Redner ist ein Gelehrter, aber seine Gelehrsamkeit ist nicht Selbstzweck, sondern zielt stets auf das öffentlich-politische Leben, da er zugleich Politiker ist. Ciceros von den Humanisten übernommener Humanitas-Begriff schließt zwar Tugenden wie Milde und Gerechtigkeit und wohlwollendes Verhalten zum Mitmenschen ein, unterscheidet sich aber von den modernen Begriffen Humanität oder Menschlichkeit. Im Unterschied zu diesen stellt er nicht die Achtung vor allen Menschen und deren „menschliche“ Behandlung in den Mittelpunkt, sondern die Geistesbildung. „Menschlichkeit“ oder „Menschenfreundlichkeit“ im modernen Sinne ist somit nur ein Teil der humanitas Ciceros und der Renaissance-Humanisten, eine der Früchte der studia humanitatis.
Der Begriff studia humanitatis wurde erstmals im Jahr 1369 von dem italienischen Humanisten Coluccio Salutati verwendet. Salutati verstand darunter eine Gruppe von Bildungsdisziplinen, nämlich die Fachgebiete Grammatik, Rhetorik, Poesie, Moralphilosophie (im Gegensatz zur scholastischen Naturphilosophie) und antike Geschichte. Das waren die humanistischen Fächer. Nicht dazu gehörten Logik, Metaphysik, Mathematik, Naturwissenschaften, Medizin, Rechtswissenschaft, Theologie und die Artes mechanicae; der Begriff studia humanitatis, als Nachfolger der mittelalterlichen Artes liberales, diente der Abgrenzung von diesen Wissensgebieten. 
Am Beginn des 15. Jahrhunderts rühmte Leonardo Bruni den Pionier des Humanismus, Francesco Petrarca, dafür, dass er die im Mittelalter erloschenen studia humanitatis erneuert habe. Nach dem Verständnis der italienischen Humanisten war Petrarca, der selbst diesen Ausdruck noch nicht verwendete, der Begründer der humanistischen Studien. Von den studia humanitatis wurde im späten 15. Jahrhundert das Wort humanista (Humanist) abgeleitet, das anfänglich nur im Studentenjargon als Berufsbezeichnung für Lehrstuhlinhaber humanistischer Fächer verwendet wurde. Als Bezeichnung für Humanisten (humanistisch Gebildete) wurde humanista erst im 16. Jahrhundert gebräuchlich.
Coluccio Salutati erklärte die humanitas zum Bildungsziel und stellte als erster ein Studienprogramm dafür auf, wobei er davon ausging, dass die humanistischen Fächer eine Einheit darstellen. Unter humanitas verstand er die Verbindung von virtus (Tugend) und doctrina (Unterricht). Es handelte sich um eine Bildungsreform; die Humanisten waren der Überzeugung, dass das spätmittelalterliche Bildungswesen der Scholastik überholt sei und durch ein völlig neues Konzept ersetzt werden müsse. Angestrebt wurde dabei eine Ausrichtung der humanistischen Unterrichtsfächer auf die Moralphilosophie zum Zweck von deren praktischer Anwendung, also die Erziehung des Menschen zur sittlichen Persönlichkeit anhand der antiken Leitbilder. Daher schrieb Leonardo Bruni, die studia humanitatis seien deswegen so genannt, weil sie den Menschen „vervollkommnen und schmücken“. Daher verdiente der humanistisch Gebildete nach Auffassung der Humanisten das höchste soziale Ansehen; Bildung sollte wichtiger sein als politische oder militärische Macht, Reichtum oder Adel. Alles, was nicht direkt zur tugendhaften menschlichen Lebensführung im Sinne des humanistischen Ideals beiträgt, also aus humanistischer Sicht keinen Nutzen für das Leben hat, pflegten die Humanisten meist als überflüssig abzulehnen oder zumindest als zweitrangig einzustufen. Hierzu gehörten vor allem naturwissenschaftliche Neugier und spekulatives metaphysisches Erkenntnisstreben.

## Humanities
Der Begriff der Humanities ist eine im modernen englischen Sprachraum verbreitete Wissenschaftskategorisierung, die alle Wissenschaften mit Bezug auf Menschen (als Individuen oder Kollektive) subsumiert. Mittlerweile hat der Begriff auch im Deutschen Einzug gehalten. Zu den Humanities werden für gewöhnlich sowohl die Humanwissenschaften (wie Psychologie, Pädagogik, Geografie etc.) als auch die Geisteswissenschaften einschließlich der Sprach- und Literaturwissenschaften, Philosophie, Kunstwissenschaften, Geschichtswissenschaften im weitesten Sinne sowie die Sozialwissenschaften und Wirtschaftswissenschaften gezählt. Die Humanities gehen auf den klassischen philologisch orientierten Bildungskanon des Renaissance-Humanismus zurück. Die meisten Hochschulabschlüsse in den Humanities tragen ein „of Arts“ im akademischen Grad, so z. B. Bachelor of Arts oder Master of Arts.